# Nanunanu i Ra
Nanunanu i Ra orthographiée parfois Nananu i Ra est une île d'environ 5 km² située à deux kilomètres de la côte nord de Viti Levu et à l'est de Malake. Située sur la même barrière récifale que l'île jumelle Nanunanu i Cake, elle en est aujourd'hui séparée par une centaine de mètres. Elle est peuplée d'une centaine d'habitants qui vivent essentiellement de l'élevage ovin et de la pêche.